# Magne Thomassen
Magne Thomassen (Melhus, 1º maggio 1941) è un ex pattinatore di velocità su ghiaccio norvegese.

## Palmarès

### Olimpiadi invernali
- Argento a Grenoble 1968 nei 500 metri.

### Mondiali - Completi
- Argento a Göteborg 1968.
- Argento a Oslo 1970.

### Mondiali - Sprint
- Bronzo a West Allis 1970.

### Europei - Completi
- Bronzo a Oslo 1968.